# Antonio Calderara
Antonio Calderara (Abbiategrasso, 28 ottobre 1903 – Vacciago, 28 giugno 1978) è stato un pittore italiano.

## Biografia

### Infanzia e Formazione
Nato il 28 ottobre 1903 ad Abbiategrasso, in Lombardia, l’artista manifestò sin dall'infanzia una spiccata predilezione per l’ambiente europeo e per le arti figurative. Il padre, un gentiluomo di campagna dal temperamento civile e meditativo, conduceva una vita improntata alla cordialità e alla moderazione, lontana dalla fatica fisica e incline alla riflessione. La madre, figura di rara gentilezza e acuta sensibilità, era dedita con rigore e affetto alla famiglia, amministratrice oculata della casa e severa educatrice dei tre figli – due maschi e una femmina.
L'infanzia dell'artista trascorse in un contesto familiare ordinato e sano, dove la disciplina e il senso del dovere erano valori quotidianamente coltivati. L’istruzione elementare contribuì a sviluppare in lui la consapevolezza del dovere civico e il rapporto con la collettività.
Durante la Prima guerra mondiale, nel 1914, il padre fu richiamato al servizio militare. Per facilitare i contatti con lui, la famiglia si trasferì a Milano. Già in tenera età, il futuro pittore dimostrava un precoce interesse per il disegno, tracciando figure sulla tovaglia pulita, con disappunto della madre e indulgente approvazione del padre, che riconobbe e incoraggiò il talento del figlio.
Nel 1915, all'età di dodici anni, realizzò la sua prima opera a olio, La chiesa di Vacciago. La località di Vacciago, frazione del comune di Ameno in provincia di Novara, divenne un luogo fondamentale nella sua formazione artistica. La famiglia vi trascorreva le vacanze estive in una casa acquistata dal padre, affacciata sul Lago d’Orta, con l’isola di San Giulio al centro e il Monte Rosa sullo sfondo: un paesaggio che avrebbe profondamente influenzato la sua visione pittorica. Vacciago, piccolo borgo di circa duecento abitanti, è caratterizzato da eleganti dimore risalenti al Sei e Settecento, nonché da esempi di architettura contadina seicentesca di sorprendente nobiltà e armonia.
Nel 1923, nella sala dell’albergo Maulini a Vacciago, il professore Ernesto Pestalozza inaugurò la sua prima mostra personale. Nello stesso anno, l'artista si iscrisse alla facoltà di Ingegneria presso il Politecnico di Milano. Tuttavia, tra il 1923 e il 1925, maturò la decisione di dedicarsi interamente alla pittura, scelta inizialmente ostacolata dalla madre.
A seguito dell’abbandono degli studi universitari, fu chiamato a prestare servizio militare e si iscrisse nel 1926 al Corso Allievi Ufficiali a Roma. L’esperienza militare fu per lui particolarmente penosa, segnata dall’insofferenza verso la vita collettiva, la perdita dell’autonomia personale e la rigida disciplina. Dopo tre mesi di corso, una malattia – opportunamente enfatizzata – lo condusse in ospedale, dove rimase per nove mesi, evitando così una punizione e terminando lì il periodo di leva.

### Prime esperienze artistiche
Rientrato in famiglia nel 1927, poté finalmente dedicarsi pienamente alla pittura. Il padre gli mise a disposizione una stanza che divenne il suo primo studio personale, luogo dove avviò le sue sperimentazioni artistiche.
Nel 1929 prese parte alla sua prima esposizione collettiva ufficiale, organizzata dalla Famiglia Artistica di Milano e dedicata ai Navigli, la cui copertura era in discussione. Questa partecipazione fu per lui fondamentale, poiché ebbe modo di vedere le proprie opere esposte accanto a quelle di altri artisti, fino ad allora sconosciuti.
Nello stesso anno, a causa di difficoltà economiche dovute alla gestione dell’azienda del fratello, il padre fu costretto a lasciare l’appartamento milanese e a trasferirsi con la famiglia nella casa di Vacciago, segnando così un ritorno definitivo alla località che già aveva rappresentato una tappa centrale nell’evoluzione dell’artista.

### Autonomia artistica e maturazione personale
Nonostante il trasferimento della famiglia a Vacciago, l’artista decise di rimanere a Milano. Il proprietario dello stabile acconsentì a separare e affittargli la stanza che il padre gli aveva precedentemente concesso, dotata di un ingresso indipendente e di servizi propri. In quella stanza, divenuta suo primo vero atelier autonomo, ebbe inizio la vita del pittore, vissuta in completa solitudine e dedizione alla propria arte.
Senza aiuti esterni, sostenuto unicamente dai propri risparmi e da una ferma volontà, affrontò un periodo di grande austerità economica, caratterizzato da sacrifici, privazioni e persino dalla fame. Tuttavia, nonostante le difficoltà materiali, visse quegli anni con un senso profondo di libertà e di entusiasmo, mosso da un ideale artistico che, pur privo di immediati riscontri, si andava chiarendo dentro di sé. La chiarezza interiore e la coerenza con i propri principi furono per lui ben più significative dell’approvazione altrui.
Dotato di un forte senso dell’onestà e di una volontà risoluta, mantenne il proposito di progredire costantemente: non un ritorno al passato, ma un continuo avanzare, integrando nell’opera presente le esperienze maturate giorno dopo giorno. La sua concezione della pittura si fondava sulla crescita personale e sulla ricerca incessante di verità formale.

### L’incontro con la compagna di vita
L’8 gennaio 1932 segnò una svolta nella sua vita personale: conobbe la donna destinata a diventare la sua compagna. La ricordava con precisione emotiva, vestita di nero, con occhi chiarissimi e un volto delicato. I primi balli, i primi appuntamenti, le visite al suo studio — dove ella manifestò subito un vivo interesse per le sue opere, in particolare le nevicate dipinte nella periferia milanese — furono l'inizio di una relazione profonda, nutrita da una comune sensibilità e da un’intesa spontanea.
La nascita della figlia Gabriella fu accolta con immensa gioia. La nuova condizione familiare venne compresa e accettata anche dal padre e dal fratello dell’artista. Decise quindi di lasciare Milano e si trasferì temporaneamente a Pella, un borgo in riva al lago d’Orta, dominato dall’alto da Vacciago.

### Maturità artistica e riconoscimenti
Nel 1934 tenne una mostra alla Galleria Bolaffi di Milano. Nello stesso anno, in risposta al desiderio della madre che non approvava la convivenza fuori dal vincolo matrimoniale, contrasse matrimonio e fece ritorno a Vacciago.
Nel 1935, in seguito alla stipula di un contratto decennale con un industriale milanese, l’artista ritornò con la famiglia a Pella. L’abitazione fu sistemata all’ultimo piano di una torre medievale, mentre lo studio fu ricavato nei locali di un’ex osteria affacciata direttamente sul lago. Sebbene l’accordo gli garantisse una stabilità economica fino ad allora sconosciuta, l’artista cominciò presto a nutrire dubbi di natura etica: temeva di non poter restituire, in termini di valore artistico, quanto riceveva in compenso monetario. Questo conflitto interiore, legato al suo rigoroso senso dell’onestà, lo spinse a sciogliere consensualmente il contratto, con il beneplacito dell’industriale, descritto come un autentico gentiluomo.
Conclusa questa esperienza, si trasferì a Orta, località che, pur contesa nel primato con la più industriale Omegna, viene spesso considerata la “capitale” del lago d’Orta. La sua vita, in questo periodo, scorse serena: la figlia cresceva sana, la moglie gli era costante compagna, e la pittura divenne l’attività centrale della sua esistenza. Le esposizioni tenute a Orta, Pallanza, Omegna e Domodossola gli permisero di mantenere la famiglia con dignità.

### Ricerca e consapevolezza artistica
Pittore autodidatta e per scelta isolato da correnti e scuole, si dedicò esclusivamente alla propria ricerca formale, affrontando in solitudine i complessi interrogativi dell’arte pittorica. Con umiltà e determinazione, affrontava errori e ostacoli come tappe di un percorso in continua evoluzione. La sua convinzione più profonda era che, attraverso il lavoro costante e la riflessione, gli sarebbe stato infine rivelato il “grande mistero della pittura”.
Nel 1936 fu colpito dalla morte improvvisa del padre, evento che lo segnò profondamente. Accanto alla madre, distrutta dal dolore, visse quel lutto come la perdita non solo del genitore, ma anche dell’amico e del sostegno morale di tutta una vita. L’assenza del padre rappresentò un punto di svolta emotiva e spirituale, rafforzando in lui la determinazione a proseguire sulla strada tracciata, ora con maggiore solitudine ma anche con più profonda consapevolezza.
Anni di guerra, lutti e rinnovata consapevolezza artistica
Con l’approssimarsi della Seconda guerra mondiale, l’artista fu nuovamente richiamato al servizio militare. Tuttavia, dopo quattro mesi e prima ancora dell’inizio delle ostilità, fu congedato per una lieve imperfezione cardiaca. Rientrato a Vacciago, si stabilì nella casa paterna, condividendo la dimora con il fratello, il quale, grazie a un lavoro costante e diligente, era riuscito a superare la crisi economica del 1929. Con discrezione e generosità, il fratello offrì spesso sostegno economico e morale all’artista nei momenti di maggiore difficoltà.
Durante gli anni del conflitto, Vacciago divenne rifugio per numerosi sfollati. Tra questi vi era anche Raffaello Giolli, critico d’arte e intellettuale, da poco rientrato dal confino fascista e sottoposto al domicilio coatto nella casa della moglie Rosa Menni Giolli. Il rapporto tra Giolli e l’artista si trasformò rapidamente in un’amicizia intensa, nutrita da stima e condivisione intellettuale. La frequentazione con Giolli si rivelò fondamentale per la maturazione del pittore, il quale riconobbe nell’amico un maestro e un punto di riferimento critico: la sua presenza stimolò una riflessione più profonda e consapevole sull’arte.
Durante questo periodo, l’artista continuò a lavorare prima nella casa paterna, poi in uno studio affittato nei pressi. Nel 1942, animato da un crescente desiderio di raffinatezza formale, ridusse le dimensioni dei dipinti a pochi centimetri quadrati, concentrandosi su una ricerca coloristica sempre più esigente. Il colore, ora svincolato dalla sua funzione materica, si trasformava in luce, in una pittura levigata e luminosa, nella quale il problema inizialmente intuitivo della luce diveniva consapevole oggetto di indagine.
Nel 1943, Raffaello Giolli scrisse un saggio critico per una monografia dedicata all’artista, pubblicata l’anno successivo.
Lutto e sublimazione dell’esperienza artistica
Il 17 maggio 1944, la morte improvvisa della figlia Gabriella segnò uno degli eventi più dolorosi della vita del pittore. Travolto da un lutto profondo, visse con la moglie un dolore muto e condiviso, fatto di rispetto reciproco e silenziosa solidarietà. In quelle ore terribili, fu la pittura a offrirgli una via per elaborare il dolore: riprendendo un ritratto incompiuto della figlia nel suo studio, trovò un modo per mantenere vivo un legame spirituale con lei. L’opera divenne un tramite per dialogare con l’assenza, e la figura della figlia si trasfigurò simbolicamente in quella della madre, che da quel momento cominciò ad apparire nei suoi quadri con tratti ringiovaniti, assumendo l’identità idealizzata della figlia perduta.
Questo processo continuò fino al 1957: in quegli anni, la figura della figlia, ormai fuori dal tempo e dallo spazio, trovava una nuova dimensione di esistenza nelle sue tele, proseguendo la propria vita in forma artistica e simbolica, non più ancorata all'età infantile della morte, ma eternamente presente nell'immaginario del pittore.
Ritorno a Milano e nuove tappe artistiche
Nel 1945, l’artista si trasferì nuovamente a Milano con la moglie, avviando una nuova fase della propria esistenza, segnata da esperienze rinnovate e da un più intenso contatto con l’ambiente espositivo. Nel 1947 tenne una personale alla Galleria della Spiga, accompagnata da un testo critico di Enrico Somarè, e nel 1948 espose alla Galleria del Camino. Entrambe le mostre confermarono la sua crescente maturità espressiva e il riconoscimento da parte del pubblico e della critica.
Nel 1950, a Milano, fu colpito da un primo infarto, evento che lo costrinse a due mesi di immobilità. Questo periodo, pur segnato dalla sofferenza fisica, si rivelò fecondo per la riflessione interiore e il confronto silenzioso con la propria pittura, che continuava ad accompagnarlo anche in assenza dell’atto creativo.
Eredità familiare e confronto con l’arte moderna
Nel 1953, con la morte del fratello, l’artista ereditò la dimora in cui avrebbe poi abitato stabilmente: una casa seicentesca su tre piani, caratterizzata da una raffinata architettura con archi sorretti da colonne, testimonianza della tradizione nobiliare dell’area.
Nel 1954 avvenne l’incontro decisivo con l’opera di Piet Mondrian. La pittura del maestro olandese, così essenziale nella struttura e nitida nella definizione cromatica, esercitò una profonda influenza sull’artista, spingendolo a una più rigorosa riflessione formale e a una visione dell’arte come ordine mentale, come equilibrio assoluto.
Verso l’astrazione e la luce come protagonista
Tra il 1957 e il 1958, la sua pittura si spostò progressivamente verso i confini del figurativo. La luce divenne il tema centrale e assoluto della sua ricerca: una luce che non si limitava a illuminare la rappresentazione, ma che invadeva ogni cosa, fino ad annullare la forma e a imporsi come unica protagonista della composizione. Le opere di questo periodo si caratterizzano per la loro estrema chiarezza cromatica e per la rinuncia alla profondità prospettica tradizionale. L’illusione della terza dimensione, ormai priva di interesse, veniva sostituita da una spazialità nuova, costruita attraverso velature sovrapposte e trasparenze che suggerivano una realtà interiore, immaginata, spirituale.
Accanto a queste opere pittoriche, l’artista realizzò anche una serie di disegni a matita di rara finezza, definiti da Agnoldomenico Pica come “pitture fatte con l’aria”. A questi lavori, Pica dedicò due volumi, riconoscendo in essi una sintesi particolarmente intensa del percorso poetico e formale dell’artista.
Verso l'astrazione totale e la ricerca della "luce" come dimensione assoluta
Nel corso degli anni successivi, l'artista giunse a un punto cruciale della sua carriera, quando la sua ricerca pittorica non solo si allontanò dalla figurazione tradizionale, ma si fece sempre più intima e spirituale. Il superamento della dimensione figurativa rappresentò un passaggio fondamentale nel suo percorso. Il pensiero sull'arte e sulla pittura, più che mai, si radicò nell'esperienza della luce, che diventò l'unico e vero protagonista delle sue opere.
Nel 1958, con un disegno dedicato alla madre, l'artista tracciò la sua "ultima linea curva", segnando una cesura simbolica con il passato. Il 1959 vide la nascita del suo primo quadro non figurativo, una scelta radicale che esprimeva la sua volontà di andare oltre la rappresentazione della realtà sensibile. Tuttavia, non si trattava di un abbandono del paesaggio in senso stretto: le sue opere, pur ormai astratte, mantenevano il ricordo di un paesaggio sintetizzato in linee orizzontali e verticali, che si incrociavano in modo ortogonale, come a voler catturare l'ordine sottostante la realtà naturale.
Nel 1960, l’artista superò definitivamente l'uso della curva che, in passato, aveva guidato la costruzione di volti, occhi e forme organiche. La sua pittura si fece più rigida e geometrica, con l'introduzione di rettangoli, quadrati e righe. Questi segni, pur privi di intenti geometrico-matematici, volevano piuttosto rappresentare la misura umana nello spazio della luce. Una pittura che aspirava a una sintesi assoluta, cercando l'espressione dell'infinito nella dimensione puramente luminosa.
Questa evoluzione artistica, però, non venne accolta positivamente, né dal pubblico né dalla critica. Le sue nuove aspirazioni lo allontanarono dagli amici pittori e dai pochi collezionisti che avevano acquistato le sue opere in passato. Le sue pitture furono respinte nelle esposizioni, lasciandolo isolato, con tutte le porte chiuse. Tra il 1960 e il 1962, gli anni furono durissimi, segnati da umiliazioni e difficoltà economiche. In quel periodo, sua moglie, per far fronte alle necessità quotidiane, fu costretta a vendere i quadri di Calderara che aveva collezionato in passato.
Ma nonostante tutto, la sua forza di volontà non venne meno. La sua convinzione di essere sulla strada giusta, anche se incompresa, lo spinse a proseguire nella sua ricerca, sostenuto dalla fiducia della moglie, dalla partecipazione di Annamaria, dal supporto del pittore Ravazzi e dall'interesse di altri colleghi come Carlo Belloli e Almir Mavignier. Fu proprio quest'ultimo, nel 1960, a portare due piccoli quadri dell'artista in Germania, dove quelle opere suscitarono apprezzamento e stima. Da quel momento, l'artista iniziò a godere di una crescente comprensione da parte della critica e del pubblico tedesco.
La luce come unica protagonista: il "niente" che è tutto
Nel corso di questi anni, la pittura dell'artista si distaccò ulteriormente da ogni forma di rappresentazione della natura o dell'uomo, per concentrarsi su un concetto più puro e trascendente. Non più la natura, non più la figura umana, ma la loro essenza purificata, ridotta alla più alta, più astratta espressione di ciò che esse rappresentano. La sua pittura si fece sempre più essenziale, orientata a una geometria che non mirava alla perfezione formale, ma all’idea stessa della forma, un concetto che non era più legato alla materia, ma alla luce.
La luce, che aveva da sempre segnato il suo lavoro, divenne l'unico motore delle sue opere. La sua ricerca non riguardava più la rappresentazione della luce, ma la luce stessa come forma di esistenza. L'artista cercava di "dipingerla", di fissarla su tela, senza tuttavia imbrigliarla in schemi figurativi. La sua ambizione era quella di rappresentare l'infinito, di dare forma a quello che non aveva forma, a ciò che trascende ogni limite umano. "Vorrei dipingere il niente che sia tutto", scrisse nel 1965, mettendo in luce la sua aspirazione a superare la limitatezza della realtà materiale.
In questa visione, il "niente" non era vuoto, ma pienezza, un tutto senza confini, dove ogni punto, ogni quadrato, ogni rettangolo, diventava la rappresentazione di un'idea, non di un oggetto. Il rapporto tra forma e spazio non era più legato a una concezione tridimensionale, ma si costruiva sulla relazione tra la forma stessa e la luce che la attraversava e la definiva.
Nel 1963, l'artista subì un secondo infarto al cuore, costringendolo a letto per due mesi a Vacciago. Questo periodo di immobilità fisica non fermò però il flusso delle sue riflessioni sulla pittura. Anzi, fu un'occasione per meditare sul proprio lavoro e sulla sua evoluzione. Concludendo che la sua pittura di oggi era in realtà quella di ieri, l'artista riconobbe come il suo cammino non fosse mai stato interrotto, ma fosse sempre stato guidato dalla ricerca di una luce che, come un filo conduttore, aveva sempre legato insieme le sue opere.
Nel 1965, la morte della madre segnò un altro lutto nella sua vita, ma non spostò il suo focus dalla pittura, che rimase al centro di ogni sua riflessione. Continuò a dipingere, a esporre e a viaggiare, pur non abbandonando mai il suo impegno costante verso l’essenza della luce e della forma.
Il percorso dell'artista: tra ambizione e umiltà
Nel 1970, un terzo infarto segnò un nuovo capitolo nella sua vita. Tre mesi di riposo a Sanremo lo costrinsero a riflettere ulteriormente sul proprio lavoro. Pur non potendo dipingere in quel periodo, l'artista riconsiderò tutta la sua carriera. Riflettendo sulle sue opere passate, poté concludere con soddisfazione che la sua pittura non aveva mai perso coerenza: nonostante l'evoluzione formale e concettuale, la sua arte era sempre stata sostenuta dalla medesima tensione verso la luce.
La sua arte non era solo una ricerca estetica, ma un'espressione della sua stessa vita, delle sue speranze e delle sue difficoltà. L'artista non si accontentava mai di ciò che aveva già raggiunto, ma inseguiva sempre nuove vette, più alte, più pure. La sua era una vita di pittura, di ricerca, di continua tensione verso l'assoluto, verso un ideale che, pur sapendo di non poter essere mai completamente raggiunto, rappresentava per lui la vera essenza dell'arte.
La pittura divenne per lui un dono che doveva essere dato, indipendentemente dal fatto che fosse compreso da tutti. "Non importa che tutti capiscano", scriveva, "ma che ci sia almeno uno che capisca". L'arte era la sua speranza, il mezzo attraverso cui cercava di raggiungere l'infinito. Un'infinita ricerca, sempre tesa verso il miglioramento, la perfezione, e la luce.

### Gli ultimi anni: la ricerca dell'infinito e il silenzio come forma di vita
Nel 1974, il pittore ricevette un importante riconoscimento: l'Ente Provinciale del Turismo di Novara gli conferì la medaglia d'oro, "a testimoniare la mia attività di pittore e il mio amore per il lago d'Orta". Questo premio, sebbene simbolico, segnò un momento di riflessione per l'artista sulla sua carriera e sulla sua connessione con il territorio che tanto aveva influenzato la sua arte. Il lago d'Orta, con la sua calma e la sua bellezza silenziosa, aveva ispirato molte delle sue opere, ma ora sembrava diventato anche il punto di riferimento per la sua anima, un luogo dove la luce e il paesaggio si fondono in una ricerca costante di purezza.
Proprio in quest’anno, il pittore intraprese una nuova fase creativa con l'inizio della serie delle Lettere di un convalescente, in cui riappare un elemento fondamentale del suo linguaggio visivo: la diagonale. Dopo mesi di riposo forzato e riflessione, la diagonale, che sembrava aver abbandonato le sue opere da tempo, tornò a presentarsi, come se fosse la traccia di un ritorno alla vita, ma anche un segno della sua continua lotta interiore per ridefinire la propria arte. Le interminabili ore passate a letto durante la convalescenza furono così un'opportunità di ripensamento e rielaborazione, un nuovo modo di affrontare il vuoto e la luce.
Nel 1976, gran parte dell’anno fu dedicata alla sistemazione della sua vasta collezione di opere. La casa di Vacciago, con la sua solenne architettura a tre piani, divenne il contenitore non solo delle sue opere, ma anche della memoria del suo percorso artistico. In quel periodo, l'artista si trovò alle prese con il trasloco e con il lavoro di sistemazione della collezione. "Vacciago è sistemata, la collezione è nella casa degli archi e noi abitiamo la casa che ad essa è di fronte." Nonostante i suoi impegni fisici, però, la salute dell'artista continuava a peggiorare. L'influenza e un cuore sempre più debole lo costrinsero a un riposo forzato, ma trovò sollievo nella tranquillità di Sanremo, dove il clima e il mare gli consentirono di recuperare le forze. Questo periodo di sosta si rivelò vitale non solo per la salute fisica, ma anche per la sua continua ricerca artistica.
Nel 1977, la salute dell'artista divenne sempre più precaria. Costretto a lunghe pause, il pittore scrisse in una delle sue lettere che "dopo gli ultimi disturbi al cuore, non mi sono ancora completamente ripreso." Nonostante la difficoltà fisica, il suo spirito rimase lucido e la sua visione dell'arte si consolidò ulteriormente. La consapevolezza che le soddisfazioni estetiche non corrispondessero a quelle economiche non lo turbò più di tanto. "Sono abituato a non contare sul venduto," scrisse, "e sono pochi quelli che amano l'essenziale." La sua pittura si concentrava sull'essenza, senza preoccuparsi della fama o del mercato. Dipingeva quel poco che riusciva, cercando sempre la purezza, la sintesi, e l'assoluto. Il suo spazio quotidiano era ridotto, un angolo di solitudine dove il pittore viveva "come una talpa, chiuso in casa", ma anche in questo ritiro, il lavoro continuava, anche se per brevi momenti.
Nel 1978, una grave polmonite lo costrinse a un periodo di riposo assoluto. Pochi mesi prima della morte, iniziò una nuova serie di opere, gli Epigrammi, un ciclo di dipinti che segnò l’ultimo atto della sua ricerca. Questi dipinti, descritti dallo stesso artista come un "alfabeto che non si legge", diventano il testamento spirituale della sua carriera. Gli Epigrammi non erano solo immagini, ma vere e proprie manifestazioni di pensiero: "È puro spirito percepibile in uno spazio dove il silenzio è sovrano, dove la luce è ovattata e diffusa." Si trattava di un'opera che trascendeva il materiale e il visibile, rivisitando il concetto di morte non come fine, ma come trasformazione. "Inventare la mia morte per muovermi idealmente, utopicamente nel mondo di morte che non è morte," scrisse, esprimendo il desiderio di attraversare il confine tra vita e morte, tra il tangibile e l'intangibile.
Gli Epigrammi divennero così la rappresentazione della sua meditazione sull’infinito e sull’assenza, dove il "niente" diventa il tutto. È qui che il pittore affermò la sua convinzione che solo nell’assenza, nella morte simbolica dell’oggetto, l'arte può trovare la sua vera espressione. La luce, che aveva accompagnato la sua ricerca per tutta la vita, trovava ora il suo spazio definitivo, non più come rivelazione della forma, ma come forma stessa, come essenza infinita e trascendente.

### La fine di un percorso: l'arte come riscatto e redenzione
Il 28 giugno 1978, il cuore dell’artista, ormai stanco, cessò di battere. Ma con lui non morì la sua arte. La sua convinzione che "Quando sarò alla fine dei miei giorni sarò felice di dire che ho vissuto di pittura" rimase il suo lascito definitivo. La pittura, per lui, non era mai stata un semplice mezzo di espressione, ma un atto di vita stessa. Visse e morì per essa, con l'ambizione di arrivare al vertice di un ideale impossibile, ma allo stesso tempo consapevole della bellezza del cammino intrapreso.
L'arte di quest'uomo non fu mai una semplice pratica, ma una forma di ricerca spirituale, un'aspirazione all'infinito che trovava la sua realizzazione nei suoi ultimi dipinti. Nella sua ultima fase, il pittore giunse a una forma di perfezione spirituale, un'arte che non cercava di "dire" qualcosa al mondo, ma che si proponeva come un'esperienza intima e trascendente, fatta di luce, silenzio e vuoto. Questo era il suo "niente che è tutto": un'arte che non aveva più bisogno di parole, di forme o di oggetti, ma che viveva attraverso la luce, nella sua pura essenza.
La sua vita, segnata da sofferenze fisiche e spirituali, fu una continua tensione verso la perfezione, verso la ricerca di un ideale che trascendeva la materia. E, in un certo senso, l’artista riuscì nell’impresa più alta: quella di rendere il suo pensiero, la sua visione del mondo, visibile attraverso l'arte. Non era tanto una questione di forma o di vendite, ma di verità. "L'arte è il dono di un uomo agli uomini", scrisse, e il suo dono, attraverso le sue ultime opere, continua a parlare di quell'infinito che, per lui, non è mai stato distante dalla realtà.

## Esposizioni
- 1948 Rassegna nazionale delle arti figurative
- 1948 Biennale di Venezia
- 1956 Biennale di Venezia
- 1968 Documenta Kassel
- 1968 Stedelijk Museum, Amsterdam,
- 1971 Karl Prantl - Skulpturen, Antonio Calderara - Aquarelle; Aargauer Kunsthaus; Aarau
- 1972 Antonio Calderara: Bilder, Aquarelle und Graphik: Badischer Kunstverein; Karlsruhe
- 1974 Basically White: Exhibition Institute of Contemporary Arts, London
- 1975 Biennale d'arte Città di Imperia
- 1982 Der Maler Antonio Calderara; Kunsthalle zu Kiel; Kiel
- 1995 Museo d'arte contemporanea di Genova, Villa Croce; Genova
- 2003 Pinakothek der Moderne, Munich, Germany
- 2016 MASI, Lugano, Svizzera
- 2017 Kunstmuseum, Winterthur, Svizzera

## Antonio Calderara nei musei
- MACC, Calasetta